# Фавст Корнелий Сулла (квестор)
Фавст (Фа́уст) Корне́лий Су́лла (лат. Faustus Cornelius Sulla; 80-е годы до н. э. — 46 до н. э., провинция Африка, Римская республика) — древнеримский политический деятель и военачальник, известный в первую очередь как сын диктатора Луция Корнелия Суллы. В своей политической карьере он не поднялся выше квестуры, датируемой 54 годом до н. э. Фавст принимал участие в Третьей Митридатовой войне и в других кампаниях Гнея Помпея Великого на Востоке, отличился при взятии Иерусалима в 63 году до н. э. В борьбе Помпея с Гаем Юлием Цезарем встал на сторону первого, приходившегося ему тестем: сражался в Македонии, при Фарсале и при Тапсе, в Африке в 46 году до н. э. попал в плен к цезарианцам и был казнён.

## Биография

### Происхождение

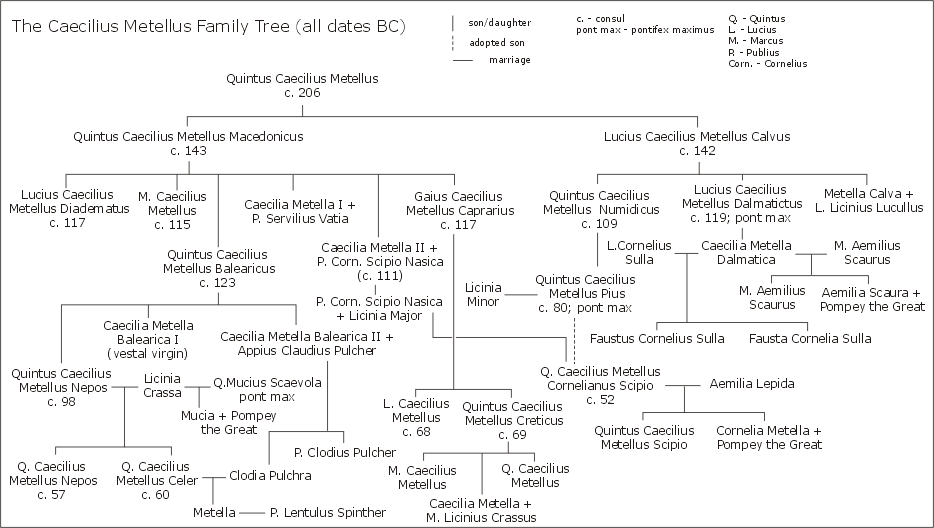
Генеалогия Цецилиев Метеллов

Фавст принадлежал к знатному и разветвлённому патрицианскому роду Корнелиев и был сыном возродившего былое величие этой ветви рода Луция Корнелия Суллы и его четвёртой (или третьей) жены Цецилии Метеллы Далматики. У Фавста была единокровная сестра Корнелия Сулла, которая ещё до его рождения успела выйти замуж и овдоветь; её дочь Помпея Сулла позже стала второй женой Гая Юлия Цезаря. Кроме того, у Фавста Корнелия были старшие единоутробные брат и сестра (их отцом был Марк Эмилий Скавр, консул 116 года до н. э. и принцепс сената): Марк Эмилий Скавр (претор 56 года до н. э.) и Эмилия Скавра — жена Мания Ацилия Глабриона, которую отчим выдал за Гнея Помпея Великого (она умерла совсем молодой).
Мать Фавста принадлежала к Цецилиям Метеллам — одному из самых влиятельных родов Римской республики конца II — начала I веков до н. э. Её двоюродными братьями были выдающиеся деятели сулланской партии Луций Лициний Лукулл и Квинт Цецилий Метелл Пий. В несколько более далёком родстве с Фавстом Корнелием находились другие Цецилии Метеллы, а также Сципионы Назики, Сервилии Ватии и, возможно, Сервилии Цепионы.

### Ранние годы
Фавст Корнелий родился вместе с сестрой-близнецом, получившей имя Фавста Корнелия. Преномен Фавст (Фауст), означающий «счастливый», совершенно нетипичен для Рима, хотя пастух, обнаруживший в соответствии с преданием Ромула и Рема, носил похожее имя — Фаустул.
Дата рождения близнецов неизвестна. Брак Суллы и Метеллы Далматики был заключён в 89 или 88 году до н. э. Возможно, старший из сыновей Суллы, умерший зимой 82—81 годов, родился именно в этом браке. Луций Корнелий вскоре после женитьбы отбыл на войну с Митридатом, Рим в конце 87 года был занят войсками его врагов Гая Мария и Луция Корнелия Цинны, и остававшаяся там Метелла едва не стала жертвой террора вместе с детьми Суллы, имена которых источники не называют. Дом Суллы в Риме был сожжён, его имения были разграблены, но Метелла Далматика смогла бежать с детьми к мужу в Грецию.
Исходя из этих данных, Ф. Мюнцер считает, что близнецы родились до 86 года. По мнению Ф. Инара, это могло произойти незадолго до смерти Метеллы Далматики, которую датируют 81 годом. Сам Луций Корнелий, победивший в гражданской войне и ставший единоличным правителем Рима, умер в 78 году до н. э., и во время погребальной церемонии хвалебную речь за Фавста Корнелия, которому в любом случае не могло быть тогда больше десяти лет, произнёс самый видный оратор той эпохи Квинт Гортензий Гортал.
Фавст рос под опекой своего двоюродного дяди Луция Лициния Лукулла, друга его отца. Известно, что юный Сулла ходил в одну школу с Гаем Кассием Лонгином, будущим убийцей Цезаря, и как-то был им избит за то, что «превозносил единовластие своего отца», и за угрозу, что, повзрослев, он организует новые проскрипции для своих соучеников. В 66 году до н. э. один из народных трибунов (его имя не сохранилось) попытался привлечь Фавста Корнелия к суду по обвинению в присвоении казённого имущества — как человека, получившего наследство от отца-диктатора. Бывший тогда претором Марк Туллий Цицерон взял на себя защиту обвиняемого и произнёс перед народным собранием речь, в которой доказал, что нет оснований для начала судебного процесса.

### Начало карьеры
Во взрослой жизни Фавст Корнелий стал сторонником Гнея Помпея Великого, обогатившегося и возвысившегося благодаря его отцу. Вместе со своим братом Марком Эмилием Фавст участвовал в кампаниях Помпея на Востоке в качестве военного трибуна: известно, что он первым поднялся на стену при штурме Храмовой горы в Иерусалиме в 63 году до н. э., что считалось очень почётной заслугой. После гибели Митридата Сулла принял участие в походе из Аравии на север, в Понт. В Амисе, куда Фарнак прислал тело своего отца и многочисленные подарки, Фавст Корнелий смог благодаря тайному сговору с неким Гаем, «выросшим с Митридатом», завладеть царской кифарой «изумительной работы».
По возвращении в Рим Фавст устроил в 60 году до н. э. гладиаторские игры в память об отце, предусмотренные завещанием Луция Корнелия; известно, что о покупке гладиаторов для этих игр Фавст просил своего двоюродного брата Публия Корнелия Суллу, племянника Квинта Помпея Руфа, зятя Гая Меммия, а также Луция Юлия Цезаря. В 59 году до н. э. он уже был обручён с дочерью Помпея; правда, последний, женившись на дочери Цезаря, обещанной ранее одному из Сервилиев Цепионов, разорвал эту помолвку, чтобы сделать Цепиона своим зятем в утешение. Но позже Фавст Корнелий всё же женился на Помпее Магне и, таким образом, окончательно связал себя с помпеянской «партией».
К 57 году Фавст был членом коллегии авгуров. В 56 году до н. э. он стал монетарием и отчеканил четыре вида денариев. Два из них прославляли его отца: на них было изображение Дианы, которая, если верить Плутарху, дала Луцию Корнелию благоприятные знамения сразу после его высадки в Италии в 83 году до н. э., а на одном копировалось изображение с печати Суллы-старшего — сцена выдачи нумидийского царя Югурты. Другие два денария Фавста Корнелия прославляли его тестя.
В 54 году до н. э. Фавст был квестором; эта магистратура стала единственной в его карьере. Когда его брат Скавр был привлечён к суду по обвинению в злоупотреблении властью в провинции, Сулла выступил в его защиту. В конце концов Скавра оправдали, но годом позже приговорили к изгнанию по другому делу. В 52 году Фавст защищал ещё одного своего родственника — Тита Анния Милона, мужа его сестры, обвинённого в убийстве Клодия. Тогда же он восстанавливал по поручению сената здание курии Гостилия, уничтоженное пожаром.
Согласно Плутарху, Фавст Корнелий промотал большую часть своего огромного состояния и из-за долгов был вынужден объявить о продаже имущества с торгов. Это дало Цицерону повод сказать, что дела Суллы-сына нравятся ему больше, чем дела Суллы-отца. Правда, тот же Цицерон позже писал, что именно долги подтолкнули Фавста Корнелия к участию в гражданской войне и преступлениям.

### В гражданских войнах

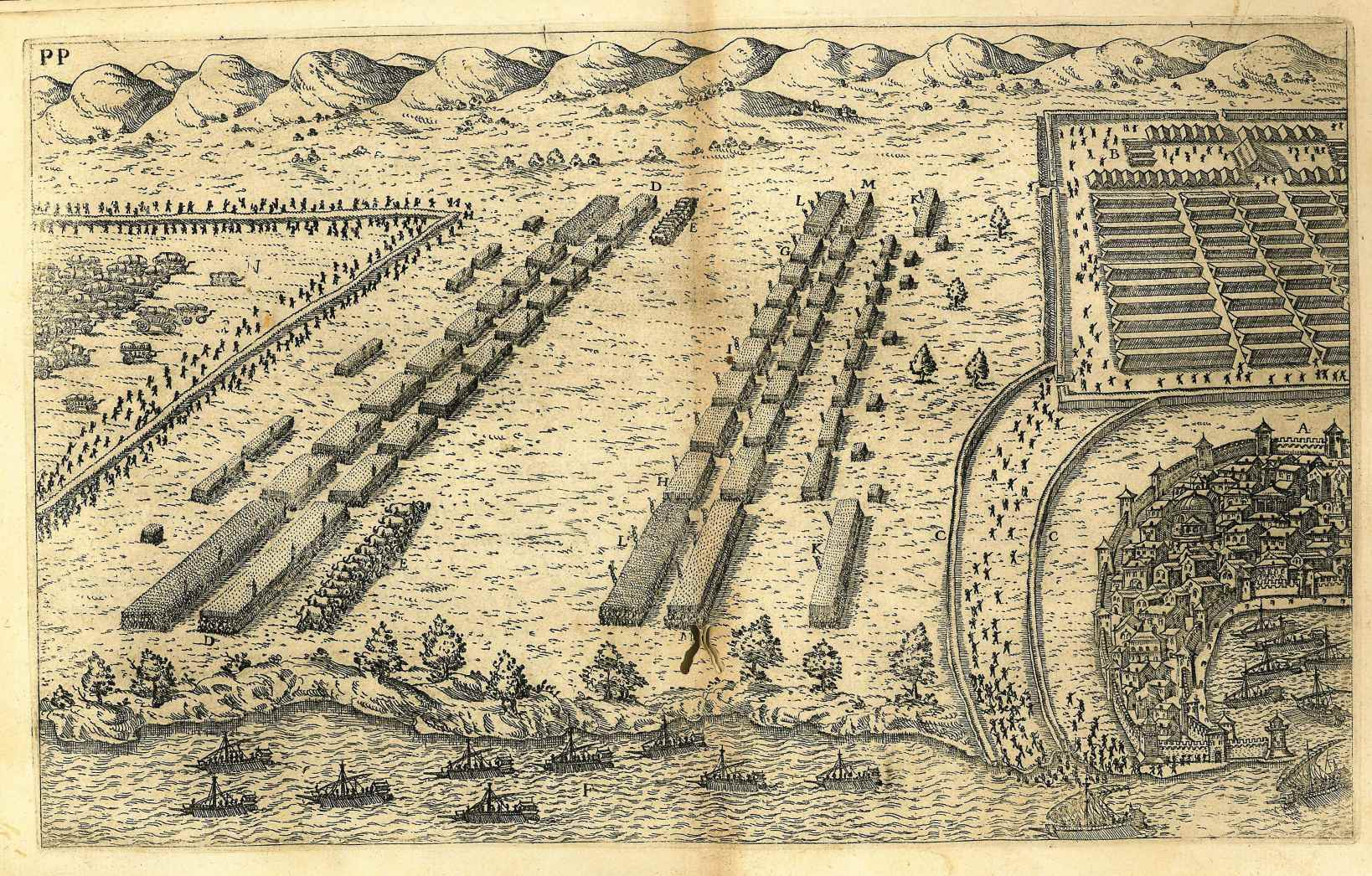
Сражение при Тапсе: гравюра XVII века в стиле Палладио

Когда началась открытая война между Цезарем и Помпеем, Фавст Корнелий остался сторонником своего тестя. Сенатское постановление от 7 января 49 года до н. э., распределявшее между помпеянцами важнейшие провинции, предполагало, помимо всего прочего, отправку Суллы с властью претора в Мавретанию, чтобы он склонил местных царей Богуда и Бокха на сторону помпеянской «партии», но народный трибун Луций Марций Филипп наложил на это постановление запрет. Позже Фавст набрал легион в Сицилии и с ним присоединился к Помпею в Эпире. Точной информации о полномочиях Фавста в 49 году до н. э. нет: Цицерон в одном из писем называет его проквестором, одна из надписей в Элатее — пропретором.
В 48 году до н. э. Сулла воевал в Македонии против цезарианца Гнея Домиция Кальвина; позже он присоединился к основным силам и принял участие в битве при Фарсале. После разгрома Фавст Корнелий оказался в числе тех видных помпеянцев, которые сгруппировали остатки войск на Керкире и попытались закрепиться в Пелопоннесе, но, потерпев новое поражение от Квинта Фуфия Калена, бежали в Африку. Помимо Суллы, это были Марк Порций Катон, Квинт Цецилий Метелл Сципион, Тит Лабиен, Луций Афраний, Публий Аттий Вар, Марк Петрей. В Африке была сформирована новая большая армия, возглавленная Метеллом Сципионом и усиленная войсками нумидийского царя Юбы II.
Фавст Корнелий в числе прочих военачальников «прислуживал Юбе», чья поддержка имела слишком большую ценность для помпеянцев, и грабил провинцию. Уже в конце 47 года до н. э. в Африке высадился Цезарь; о роли Суллы в последовавших за этим боях вплоть до решающего столкновения при Тапсе ничего не известно. 5 апреля 46 года помпеянцы потерпели полное поражение. Фавст Корнелий старался восстановить дисциплину в остатках разбитой армии: так, он попытался положить конец резне мирного населения в Утике и организовать оборону города, ставшего последним оплотом антицезарианских сил. Только выдав по сто сестерциев на человека из собственных средств (то же самое сделал Катон), он смог успокоить солдат, но был вынужден увести их из города.
Сулла решил прорываться через Мавретанию в Испанию, где у помпеянской «партии» была ещё одна армия. По словам автора «Африканской войны», с ним были жена и дети; согласно Аппиану, семья Фавста Корнелия осталась в Утике и здесь попала в плен к противнику. Возглавляемый Суллой и Луцием Афранием полуторатысячный отряд попал в засаду к цезарианцу Публию Ситтию и был почти полностью уничтожен. Фавст Корнелий оказался в плену. Спустя несколько дней во время солдатского мятежа он был убит. При этом Луций Анней Флор утверждает, что Фавста казнили по приказу Цезаря, которого «Помпей научил бояться зятьёв».

## Семья
У Фавста Корнелия и Помпеи было двое детей, которые попали в плен вместе с отцом, но по распоряжению Цезаря сохранили не только жизнь, но и имущество. Это были дочь, вышедшая замуж за Квинта Эмилия Лепида, и сын, имя которого неизвестно, но который, вероятно, является предком трёх Корнелиев Сулл, бывших консулами в I веке н. э.
Флор утверждает, будто Цезарь приказал казнить вместе с Суллой и Помпею, но точно известно, что она умерла в 35 году в Сицилии; уже в конце 46 года до н. э. её прочили в жёны Цицерону, а позже она вышла замуж за Луция Корнелия Цинну — племянника первой жены Цезаря.

## В художественной литературе
Фавст Корнелий является эпизодическим персонажем романов Георгия Гулиа «Сулла» и Колин Маккалоу «Октябрьский конь».